# 李家隆介
李家 隆介（りのいえ たかすけ、1866年9月30日（慶応2年8月22日）- 1933年（昭和8年）7月23日）は、日本の内務官僚、政治家。県知事、錦鶏間祗候、下関市長。

## 経歴
長州藩御典医・李家隆彦の長男として京都で生まれる。京都府中学校、神田共立学校、大学予備門、第一高等中学校を経て、1890年7月、帝国大学法科大学政治科を卒業。1891年4月、内閣試補となり、同年7月、内務省に転じ内務試補となった。
以後、大分県・富山県の各参事官、岡山県・神奈川県の各書記官などを歴任。
1902年12月、富山県知事に就任。以後、石川県知事、静岡県知事、長崎県知事を歴任。1917年3月、長崎県知事を辞任し退官。同年12月15日、錦鶏間祗候を仰せ付けられた。1920年から1922年まで下関市長に在任した。
三菱製鋼会長を務めた李家孝は次男。

## 栄典
位階
- 1892年（明治25年）4月8日 - 従七位[3]
- 1895年（明治28年）11月20日 - 正七位[4]
- 1897年（明治30年）10月30日 - 従六位[5]
- 1899年（明治32年）11月20日 - 正六位[6]
- 1901年（明治34年）12月26日 - 従五位[7]
- 1903年（明治36年）12月25日 - 正五位[8]
- 1909年（明治42年）2月1日 - 従四位[9]
- 1914年（大正3年）2月20日 - 正四位[10]
- 1917年（大正6年）2月16日 - 従三位[11]

勲章等
- 1904年（明治37年）12月27日 - 勲四等瑞宝章[12]
- 1906年（明治39年）4月1日 - 勲三等旭日中綬章[13]
- 1915年（大正4年）
  - 11月7日 - 勲一等瑞宝章[14]
  - 11月10日 - 大礼記念章[15]
- 1921年（大正10年）7月1日 - 第一回国勢調査記念章[16]

外国勲章佩用允許
- 1902年（明治35年）9月25日 – プロイセン王国：赤十字第三等記章[17]
- 1908年（明治41年）3月12日 – 大韓帝国：勲一等八卦章[18]